# 대상 (북주)
대상(大象, 579년 2월 ~ 580년)은 북주(北周) 정제(靜帝) 개국공(介國公) 우문연(宇文衍)의 첫번째 연호이다. 1년 10개월 동안 사용하였다.

## 개원
- 대성(大成) 원년 2월 20일[1](579년 4월 1일)에 연호를 대상(大象)으로 개원함.[2][3][4][5]

- 대상(大象) 3년 1월 1일[6](581년 1월 21일)에 연호를 대정(大定)으로 개원함.[7][3][8][5]

## 연대 대조표
| 대상        | 원년            | 2년        |
| 서기        | 579년           | 580년      |
| 간지        | 기해(己亥)      | 경자(庚子) |
| 남진 (南陳) | 태건(太建) 11년 | 12년       |
| 후량 (後梁) | 천보(天保) 18년 | 19년       |

## 동시대 연호

### 한국
신라(新羅)
- 홍제(鴻濟) (572년 ~ 584년)

### 중국
남진(南陳)
- 태건(太建) (569년 ~ 582년)

후량(後梁)
- 천보(天保) (562년 ~ 585년)

고창국(高昌國)
- 연창(延昌) (561년 ~ 601년)

## 같이 보기
- 중국의 연호 목록